# Longrita insidiosa
Longrita insidiosa är en spindelart som först beskrevs av Simon 1908.  Longrita insidiosa ingår i släktet Longrita och familjen Trochanteriidae. Inga underarter finns listade i Catalogue of Life.